# オミクロン・デルタ・イプシロン
オミクロン・デルタ・イプシロン（Omicron Delta Epsilon、略称ΟΔΕまたはODE）は、経済学分野における国際的な学術系名誉団体（Academic Honor Society）であり、1963年にオミクロン・デルタ・ガンマ（Omicron Delta Gamma）とオミクロン・カイ・イプシロン（Omicron Chi Epsilon）が合併して設立された。
ODEは毎年約4,000人の大学会員を認定しており、存命中の生涯会員は10万人を超える。世界中で約700の活動中のODE支部が存在する。学術雑誌『アメリカン・エコノミスト』（The American Economist）を年2回発行している。

## 歴史
経済学における最初の全国的な優等協会であるオミクロン・デルタ・ガンマ（Omicron Delta Gamma）は、1915年5月7日に、ハーバード大学の経済学学部生協会（Undergraduate Society of Economics）とウィスコンシン大学のアーサー騎士団（Order of Artus）が合併して結成された。アーサー騎士団はアーサー王の円卓の騎士をモデルとした経済学の学生組織であった。ウィスコンシン大学のグループはジョン・ロジャーズ・コモンズ教授によって設立された。1904年から1905年にアメリカ経済学会の会長を務めたフランク・タウシッグがハーバード大学の支部を設立した。

## シンボル
オミクロン・デルタ・イプシロンの会員は、卒業式でロイヤルブルーとゴールドの優等飾緒（オーナーコード、honor cords）を着用することができる。

## 支部
2024年現在、オミクロン・デルタ・イプシロン協会は、オーストラリア、カナダ、エジプト、フランス、カザフスタン、メキシコ、南アフリカ、アラブ首長国連邦、イギリス、およびアメリカ合衆国に717の活動支部を持つ

## 著名な会員
以下にオミクロン・デルタ・イプシロンの著名な会員の一部を挙げる。
- ロバート・ルーカス (Robert Lucas Jr.) – シカゴ大学経済学者、1995年ノーベル経済学賞受賞者
- ロバート・ソロー (Robert Solow) – マサチューセッツ工科大学経済学教授、1987年ノーベル経済学賞受賞者
- フランク・タウシグ (F. W. Taussig) – ハーバード大学経済学教授、元米国関税委員会委員長 (経済学の歴史において重要な人物)
- ジョン・ロジャーズ・コモンズ (John R. Commons) – ウィスコンシン大学マディソン校の制度派経済学者、労働史家、オミクロン・デルタ・ガンマ創設者 (制度派経済学の創始者の一人)
- 豊田利久 – 神戸大学および広島修道大学名誉教授